# لوکا د لا توره
لوکا د لا توره (انگلیسی: Luca de la Torre؛ زادهٔ ۲۳ مهٔ ۱۹۹۸) بازیکن فوتبال اهل ایالات متحده آمریکا است.
از باشگاه‌هایی که در آن بازی کرده‌است می‌توان به باشگاه فوتبال فولام اشاره کرد.
وی همچنین در تیم‌ ملی فوتبال ایالات متحده آمریکا بازی کرده‌است.